# Cinemateca de Cuba
La Cinemateca de Cuba fue fundada en 1951 por Germán Puig en el Congreso Internacional de la Federación Internacional de Archivos Fílmicos en Cambridge, Inglaterra.
Su sede se ubicaba en el primer piso del edificio del ICAIC, pero desde octubre de 2020, ocupa la antigua vivienda de Alfredo Guevara en Vedado.